# NGC 6595
NGC 6595 је расејано јато са емисионом маглином у сазвежђу Стрелац које се налази на NGC листи објеката дубоког неба.
Деклинација објекта је - 19° 51' 58" а ректасцензија 18h 17m 4,8s. Привидна величина (магнитуда) објекта NGC 6595 износи 14,5 а фотографска магнитуда 7,0. NGC 6595 је још познат и под ознакама NGC 6590, IC 4700, ESO 590-SC15, OCL 31, CED 157B, LBN 43, DG 150.